# 訃報 2009年2月
訃報 2009年2月（ふほう 2009ねん2がつ）では、2009年2月中に物故した、又は物故が報じられた人物についてまとめる。

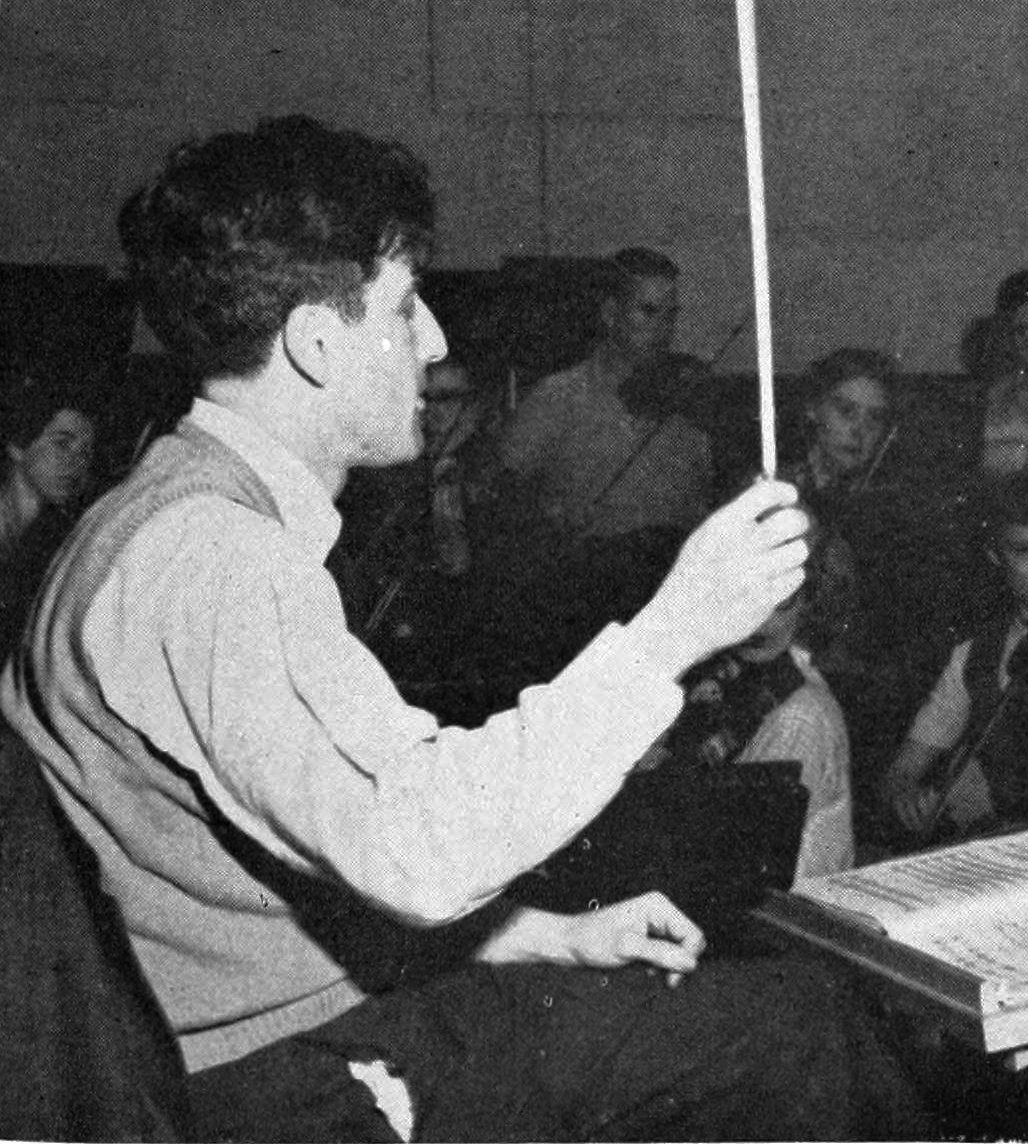
ルーカス・フォス／2月1日没

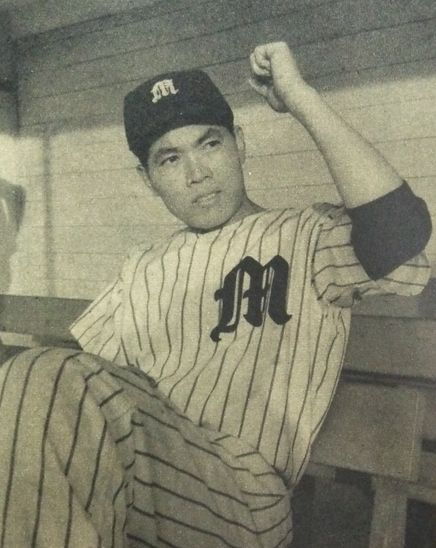
山内一弘／2月2日没

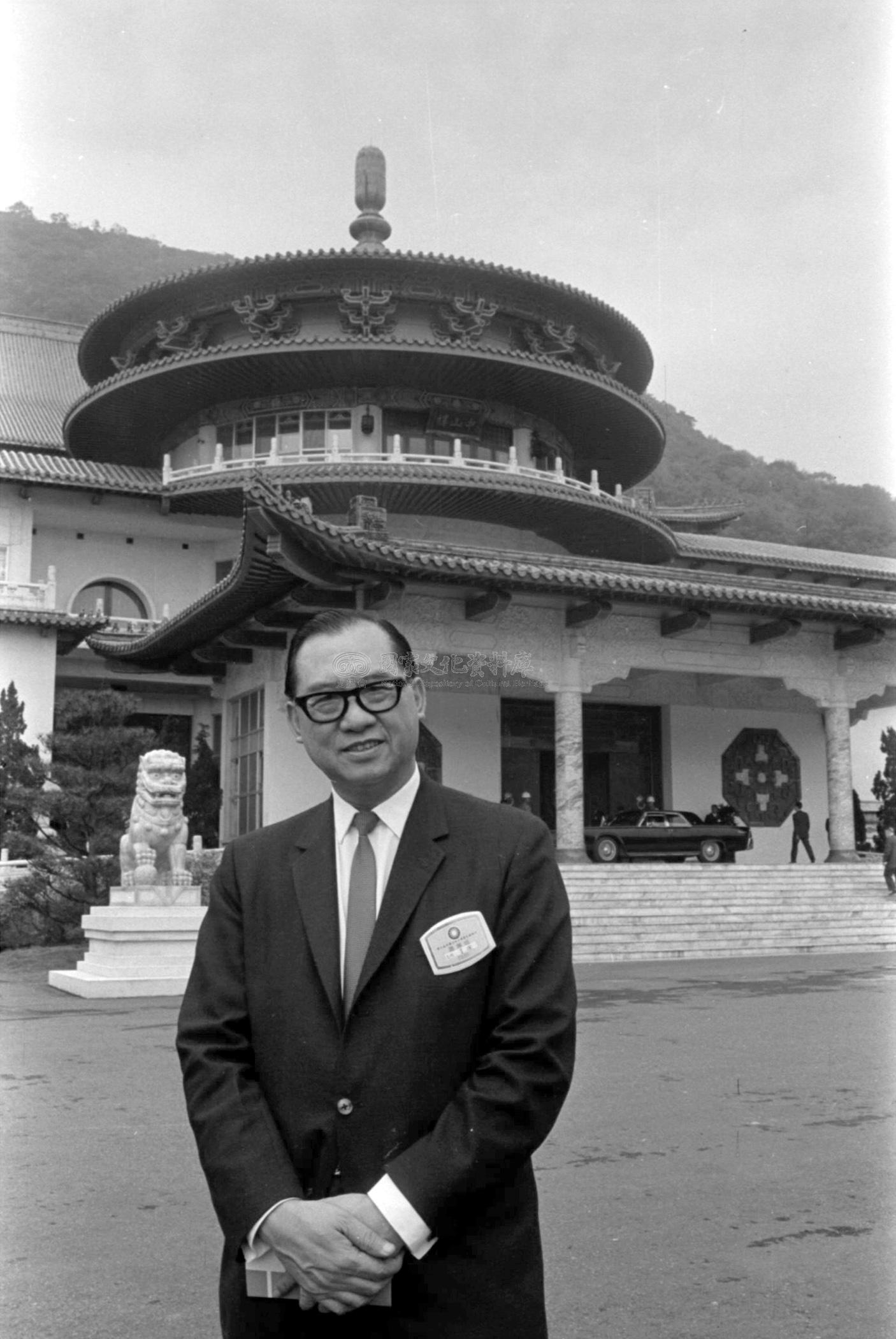
徐亨／2月3日没

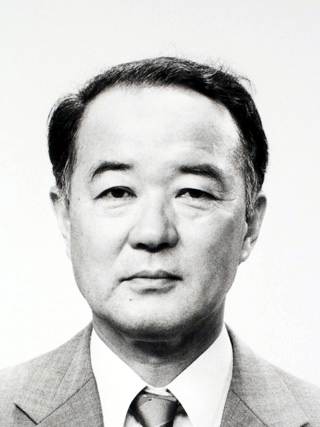
西島和彦／2月15日没

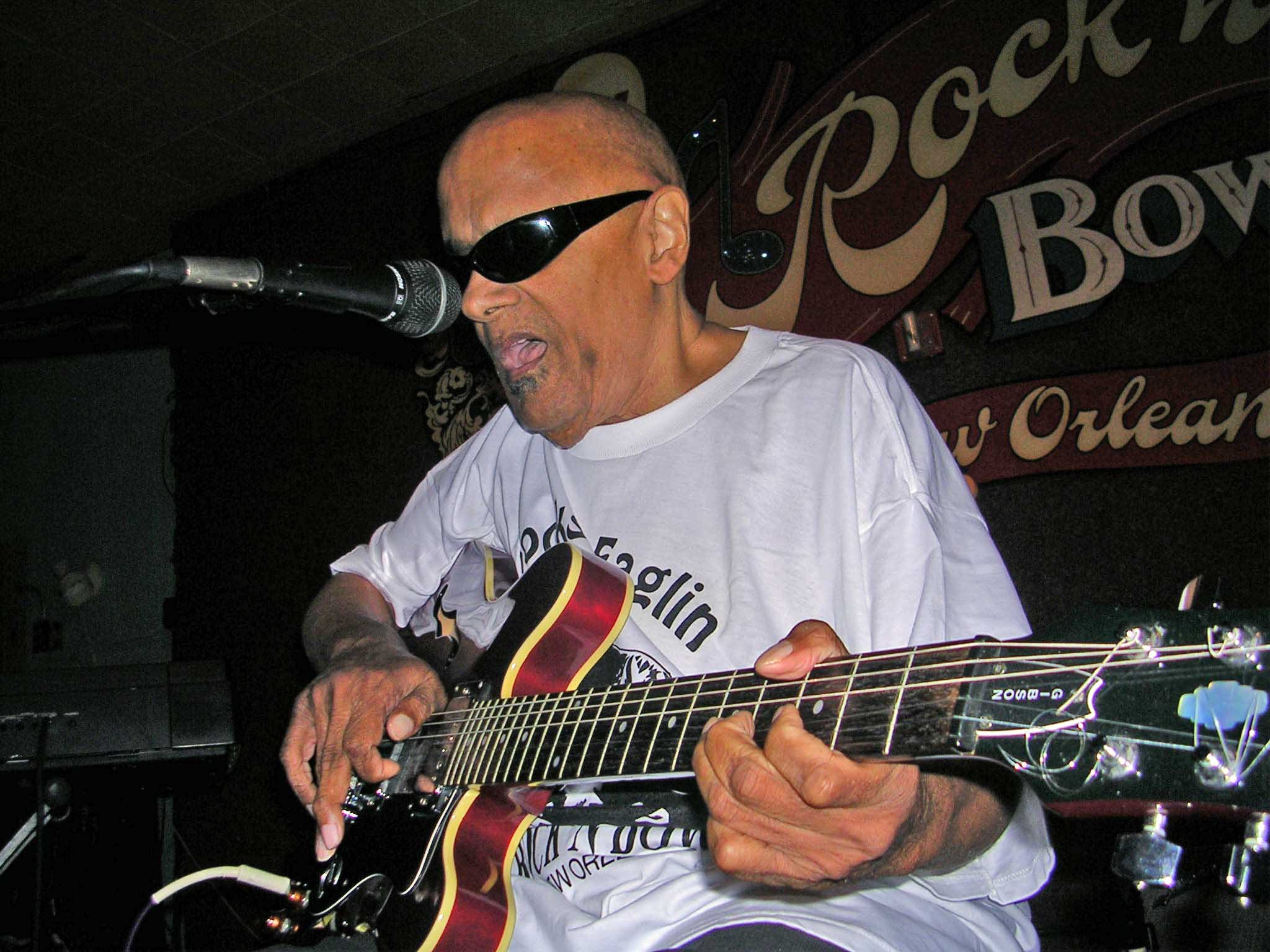
スヌークス・イーグリン／2月18日没

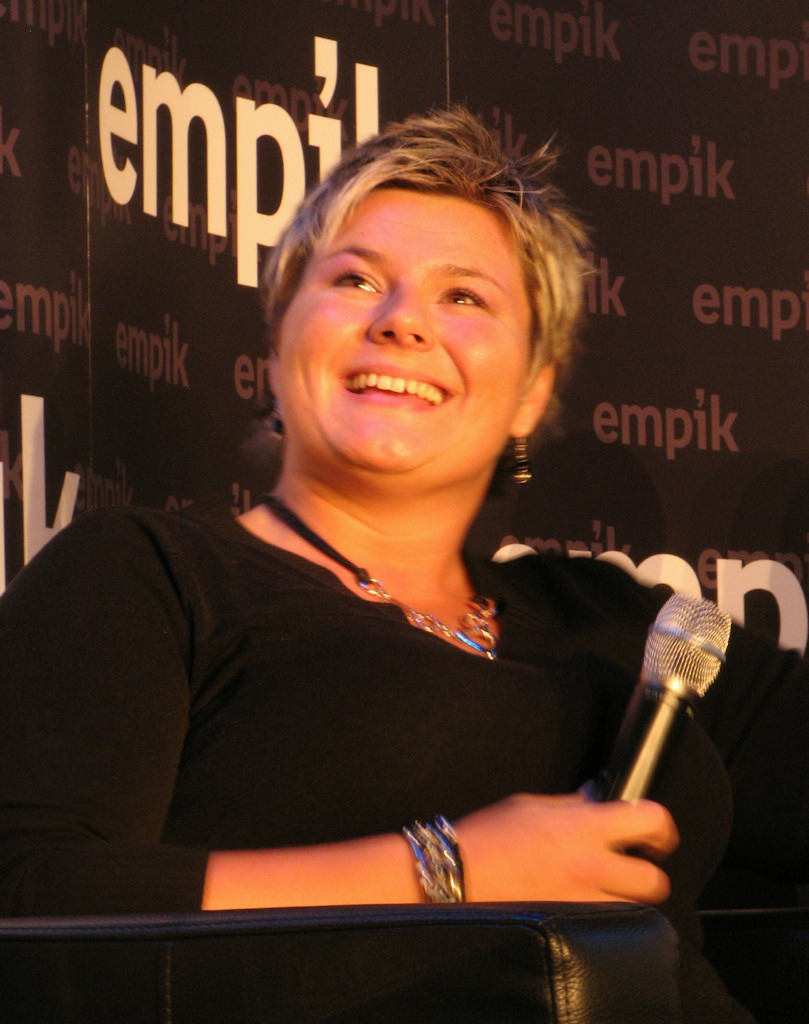
カミラ・スコリモフスカ／2月18日没

## （1日 - 14日）
- 2月1日 - 包德明（包德明）、中華民国の教育者（* 1908年）
- 2月1日 - 下光軍二、弁護士（* 1914年）
- 2月1日 - 伊東傀、彫刻家、東京芸術大学名誉教授（* 1918年）
- 2月1日 - ルーカス・フォス、ドイツ出身のアメリカ合衆国の作曲家・指揮者・ピアニスト（* 1922年）
- 2月1日 - アンナ・ステラ・シック、ブラジルのピアニスト（* 1925年）
- 2月1日 - ジム・マクウィゼイ（Jim McWithey）、アメリカ合衆国のレーサー（* 1927年）
- 2月1日 - 渡辺寒鷗、書家（* 1931年）
- 2月2日 - ジャン・マルタン（Jean Martin）、フランスの俳優（* 1922年）
- 2月2日 - 神谷功、化学者、名古屋大学名誉教授（* 1924年）
- 2月2日 - 神崎倫一、コラムニスト（* 1926年）
- 2月2日 - 山内一弘、日本の元プロ野球選手、指導者、元ロッテオリオンズ・中日ドラゴンズ監督（* 1932年）
- 2月2日 - 大木康子、シャンソン歌手（* 1942年）
- 2月2日 - エルアナ・エングラロ（Eluana Englaro）、安楽死をめぐり論争になった女性（* 1970年）
- 2月3日 - 徐亨（徐亨）、国際オリンピック委員会名誉委員（* 1912年）
- 2月3日 - 蔡章献、中華民国の天文学者（* 1924年）
- 2月3日 - 中田直人、弁護士（松川事件、布川事件など）（* 1930年）
- 2月3日 - 泡坂妻夫、探偵小説家（* 1933年）
- 2月3日 - ミラード・フラー（Millard Fuller）、アメリカ合衆国の慈善活動家（* 1935年）
- 2月3日 - トム・ブラムリー（Tom Brumley）、アメリカ合衆国のスティール・ギター奏者（* 1935年）
- 2月3日 - マックス・ニューハウス（Max Neuhaus）、アメリカ合衆国のパーカッション奏者（* 1939年）
- 2月3日 - 聖厳（釋聖嚴）、台湾の法鼓山創設者（* 1931年）
- 2月3日 - パヴロ・ザフレベルニィ、ウクライナの小説家（* 1924年）
- 2月4日 - ラックス・インテリア（Lux Interior）、アメリカ合衆国のパンクロックミュージシャン、ザ・クランプスメンバー（* 1946年）
- 2月4日 - 柴田寿子、社会思想史学者、東京大学教授（* 1955年）
- 2月5日 - 河中二講、行政学者、成蹊大学名誉教授（* 1923年）
- 2月5日 - 渥美国泰、日本の俳優（* 1933年）
- 2月5日 - 児玉弘義、日本の元プロ野球選手、指導者、近鉄バファロー元捕手（* 1942年）
- 2月5日 - ダーナ・ヴァヴロヴァ、チェコの女優、映画監督（* 1967年）
- 2月6日 - ジェームズ・ホイットモア、アメリカ合衆国の俳優（* 1921年）
- 2月6日 - フィリップ・ケイリー（Philip Carey）、アメリカ合衆国の俳優（* 1925年）
- 2月6日 - 藤井章司、ドラマー、元スモーキー・メディスン・一風堂メンバー（* 1954年）
- 2月7日 - 松本達郎、古生物学者、九州大学名誉教授（* 1913年）
- 2月7日 - ベティー・ジェイムソン（Betty Jameson）、アメリカ合衆国のプロゴルファー（* 1919年）
- 2月7日 - ジャック・ランスロ、フランスのクラリネット奏者（* 1920年）
- 2月7日 - ブロッサム・ディアリー、アメリカ合衆国のジャズ歌手・ピアニスト（* 1926年）
- 2月7日 - レッグ・エヴァンス（Reg Evans）、オーストラリアの俳優（* 1928年）
- 2月7日 - ジョン・ゲイブラー（John Gabler）、アメリカ合衆国のプロ野球選手（* 1930年）
- 2月8日 - マリアン・コズマ（Marian Cozma）、ルーマニアのハンドボール選手（* 1982年）
- 2月8日 - 岡村孝雄、日本の元プロ野球選手（* 1919年）
- 2月9日 - ロバート・ウッドラフ・アンダーソン（Robert Woodruff Anderson）、アメリカ合衆国の脚本家（* 1917年）
- 2月9日 - ヴィック・ルイス（Vic Lewis）、イギリスのジャズギタリスト（* 1919年）
- 2月9日 - 塩出啓典、日本の政治家、行政書士、元公明党参議院議員（* 1933年）
- 2月9日 - オルランド"カチャイート"ロペス（Orlando "Cachaito" López）、キューバのベーシスト（* 1933年）
- 2月10日 - 渡邊信子、鳩山邦夫、鳩山由紀夫の叔母、日本フィルハーモニー交響楽団顧問（* 1924年）
- 2月10日 - ジェレミー・ラスク（Jeremy Lusk）、アメリカ合衆国のフリースタイルモトクロスレーサー（* 1984年）
- 2月11日 - ウィレム・コルフ（Willem Johan Kolff）、オランダ出身のアメリカ合衆国の医学者（* 1911年）
- 2月11日 - 鈴木直義、獣医学者、帯広畜産大学名誉教授・元学長（* 1931年）
- 2月11日 - エステル・ベネット（Estelle Bennett）、アメリカ合衆国のミュージシャン、ザ・ロネッツメンバー（* 1941年）
- 2月11日 - 御船美智子、経済学者、お茶の水女子大学教授、政府税制調査会委員（* 1918年）
- 2月12日 - 尾之内由紀夫、土木工学者、元建設事務次官（* 1915年）
- 2月12日 - 松岡久人、歴史学者、広島大学名誉教授（* 1918年）
- 2月12日 - リス・ハルテル、デンマークの馬術選手、ヘルシンキ・メルボルンオリンピック銀メダリスト（* 1921年）
- 2月12日 - ヒュー・レナード（Hugh Leonard）、アイルランドの劇作家（* 1926年）
- 2月12日 - ウィリィ・ヒュウグリ（Willy Haugli）、ノルウェイの法学者、トロンヘイム大学総裁（* 1927年）
- 2月12日 - ジャコモ・ブルガレッリ（Giacomo Bulgarelli）、イタリアのサッカー選手（* 1940年）
- 2月12日 - テッド・ウーランダー（Ted Uhlaender）、アメリカ合衆国のプロ野球選手（* 1940年）
- 2月12日 - ジェリー・ニーウッド（Gerry Niewood）、アメリカ合衆国のジャズサクソフォーン奏者（* 1943年）
- 2月13日 - 高橋令之、日本の政治家、元広島県神辺町長（* 1920年）
- 2月13日 - 山里清、生態学者（サンゴ礁）、琉球大学名誉教授（* 1930年）
- 2月13日 - 田村大五、ベースボールコラムニスト（* 1935年）
- 2月13日 - コルクィ・トリニダッド（Corky Trinidad）、フィリピンの社会風刺漫画家（* 1939年）
- 2月14日 - ルイ・ベルソン（Louie Bellson）、アメリカ合衆国のジャズドラマー（* 1924年）
- 2月14日 - 金澤昭夫、水産学者、鹿児島大学名誉教授（* 1930年）[1]
- 2月14日 - 藤原悌三、耐震工学者、京都大学・滋賀県立大学名誉教授（* 1936年）

## （15日 - 28日）
- 2月15日 - 西島和彦、物理学者、東京大学・京都大学名誉教授（* 1926年）
- 2月15日 - ジョー・キューバ（Joe Cuba）、プエルトリコのミュージシャン（* 1931年）
- 2月16日 - スザンヌ・フォン・アルマスィ（Susanne von Almassy）、オーストリアの映画女優（* 1916年）
- 2月16日 - エルッキ・カウッピラ（Erkki Kauppila）、フィンランドの共産主義政治家（* 1928年）
- 2月16日 - 金寿煥 - 韓国のカトリック枢機卿（* 1922年）
- 2月17日 - コンチータ・シントロン（Conchita Cintrón）、ペルー出身のポルトガルの女流闘牛士（* 1922年）
- 2月17日 - 今井壽惠、競走馬写真家（* 1931年）
- 2月17日 - エディ・ハンドコ、インドネシアのチェス選手（* 1960年）
- 2月18日 - アッ＝タイーブ・サーレフ（Al-Tayyib Salih）、スーダンの作家（* 1929年）
- 2月18日 - 笠谷昌生、ノルディックスキージャンプ元選手（* 1935年）
- 2月18日 - スヌークス・イーグリン、アメリカ合衆国のギタリスト（* 1936年）
- 2月18日 - 湯浅浩、日本の実業家、元日野自動車社長、相談役（* 1937年）
- 2月18日 - 平岡正幸 (牧師)、牧師、日本脱カルト協会理事（* 1950年）
- 2月18日 - カミラ・スコリモフスカ、ポーランドのハンマー投選手、シドニーオリンピック金メダリスト（* 1982年）
- 2月19日 - 大山忠作、日本画家（* 1922年）
- 2月19日 - 阿部完市、俳人（* 1928年）
- 2月19日 - 前田隣、日本のコメディアン（ナンセンストリオ元メンバー）（* 1936年）
- 2月19日 - 田上高、レスリング選手、ミュンヘンオリンピック日本代表（* 1947年?）
- 2月20日 - 神谷不二、慶應義塾大学名誉教授、産経新聞正論メンバー（* 1927年）
- 2月20日 - 松井由利夫、作詞家、詩人（* 1927年）
- 2月20日 - ラリー・H・ミラー（Larry H. Miller）、ユタ・ジャズオーナー（* 1944年）
- 2月20日 - 佐藤久夫、札幌高等裁判所長官（* 1945年）
- 2月20日 - クリストファー・ノーラン、詩人・作家（* 1965年）
- 2月20日 - ケリー・グロウカット（Kelly Groucutt）、イギリスのベーシスト（元エレクトリック・ライト・オーケストラ）（* 1945年）
- 2月21日 - 二代目中村又五郎、歌舞伎役者、人間国宝（* 1914年）
- 2月22日 - 西川忠博、日本の政治家、元大阪府寝屋川市長（* 1925年?）
- 2月22日 - ハワード・ジーフ、アメリカ合衆国の映画監督（* 1927年）
- 2月22日 - 黒沢吉蔵、日本画家（* 1928年）
- 2月22日 - カンディード・カンナーヴォ（Candido Cannavò）、イタリアのジャーナリスト、元ガゼッタ・デロ・スポルト編集長（* 1930年）
- 2月23日 - トゥーリッキ・ピエティラ、フィンランドのグラフィックデザイナー（* 1933年）
- 2月23日 - スヴェレ・フェーン、ノルウェーの建築家（* 1924年）
- 2月23日 - フランチシェク・スタロヴィエイスキ（Franciszek Starowieyski）、ポーランドの芸術家（* 1930年）
- 2月23日 - 小佐井伸二、フランス文学者（* 1933年）
- 2月23日 - 吉田茂夫、元阪急交通社社長（* 1920年）
- 2月24日 - スヴァトプルク・ハヴェルカ（Svatopluk Havelka）、チェコの作曲家（* 1925年）
- 2月25日 - フィリップ・ホセ・ファーマー、アメリカ合衆国のSF作家（* 1918年）
- 2月25日 - イアン・カー、スコットランドのトランペット奏者（* 1933年）
- 2月25日 - 稲越功一、写真家、元グラフィックデザイナー（* 1941年）
- 2月26日 - 佐竹明夫、日本の俳優（* 1926年）
- 2月26日 - ウェンディ・リチャード（Wendy Richard）、イギリスの女優（* 1943年）
- 2月27日 - マネア・マネスク（Manea Mănescu）、ルーマニアの政治家、元首相（* 1916年）
- 2月27日 - アラスター・マッコーコデール、イギリスの陸上競技選手、クリケット選手、1948年ロンドンオリンピック銀メダリスト（* 1925年）
- 2月28日 - 伊藤翁介、作曲家、ギタリスト（* 1911年）
- 2月28日 - ポール・ハーヴェイ（Paul Harvey）、アメリカ合衆国のラジオパーソナリティ（* 1918年）
- 2月28日 - ペーター・リンダール（Peter Rindal）、デンマークの政治家（* 1923年）
- 2月28日 - 青木謙一郎、岩石学者、東北大学名誉教授（* 1930年）